# Grand Prix Formule 1 van Groot-Brittannië 1969
De Grand Prix Formule 1 van Groot-Brittannië 1969 werd gehouden op 19 juli op het circuit van Silverstone. Het was de zesde race van het seizoen.

## Uitslag
| Pos. | Nr. | Coureur              | Constructeur | Rondes | Tijd / Oorzaak uitval | Grid | Punten |
| ---- | --- | -------------------- | ------------ | ------ | --------------------- | ---- | ------ |
| 1    | 3   | Jackie Stewart       | Matra-Ford   | 84     | 1:55:55.6             | 2    | 9      |
| 2    | 7   | Jacky Ickx           | Brabham-Ford | 83     | + 1 Ronde             | 4    | 6      |
| 3    | 6   | Bruce McLaren        | McLaren-Ford | 83     | + 1 Ronde             | 7    | 4      |
| 4    | 2   | Jochen Rindt         | Lotus-Ford   | 83     | + 1 Ronde             | 1    | 3      |
| 5    | 16  | Piers Courage        | Brabham-Ford | 83     | + 1 Ronde             | 10   | 2      |
| 6    | 19  | Vic Elford           | McLaren-Ford | 82     | + 2 Rondes            | 11   | 1      |
| 7    | 2   | Graham Hill          | Lotus-Ford   | 82     | + 2 Rondes            | 12   |        |
| 8    | 10  | Jo Siffert           | Lotus-Ford   | 81     | + 3 Rondes            | 9    |        |
| 9    | 4   | Jean-Pierre Beltoise | Matra-Ford   | 78     | + 6 Rondes            | 17   |        |
| 10   | 9   | John Miles           | Lotus-Ford   | 75     | + 9 Rondes            | 14   |        |
| NF   | 12  | Pedro Rodríguez      | Ferrari      | 61     | Motor                 | 8    |        |
| NF   | 11  | Chris Amon           | Ferrari      | 45     | Versnellingsbak       | 5    |        |
| NF   | 5   | Denny Hulme          | McLaren-Ford | 27     | Ontsteking            | 3    |        |
| NF   | 15  | Jackie Oliver        | BRM          | 19     | Transmissie           | 13   |        |
| NF   | 18  | Jo Bonnier           | Lotus-Ford   | 6      | Motor                 | 16   |        |
| NF   | 20  | Derek Bell           | McLaren-Ford | 5      | Ophanging             | 15   |        |
| NF   | 14  | John Surtees         | BRM          | 1      | Ophanging             | 6    |        |

## Statistieken
| Pole-position | Jochen Rindt   | Lotus-Ford | 1:20.8 |
| Snelste ronde | Jackie Stewart | Matra-Ford | 1:21.3 |

## Noot
- Dit was de vijfde pole position voor Jochen Rindt en voor een Oostenrijkse coureur.
- Dit was de 25ste podiumplaats voor Bruce McLaren.
- Tiende Grand Prix-winst voor Jackie Stewart.

1926 · 1927 · 1948 · 1949 · 1950 · 1951 · 1952 · 1953 · 1954 · 1955 · 1956 · 1957 · 1958 · 1959 · 1960 · 1961 · 1962 · 1963 · 1964 · 1965 · 1966 · 1967 · 1968 · 1969 · 1970 · 1971 · 1972 · 1973 · 1974 · 1975 · 1976 · 1977 · 1978 · 1979 · 1980 · 1981 · 1982 · 1983 · 1984 · 1985 · 1986 · 1987 · 1988 · 1989 · 1990 · 1991 · 1992 · 1993 · 1994 · 1995 · 1996 · 1997 · 1998 · 1999 · 2000 · 2001 · 2002 · 2003 · 2004 · 2005 · 2006 · 2007 · 2008 · 2009 · 2010 · 2011 · 2012 · 2013 · 2014 · 2015 · 2016 · 2017 · 2018 · 2019 · 2020 · 2021 · 2022 · 2023 · 2024 · 2025 · 2026 · 2027 · 2028 · 2029 · 2030 · 2031 · 2032 · 2033 · 2034